# 维拉尔塞科德隆巴
维拉尔塞科德隆巴是葡萄牙布拉干萨区的一个堂区。总面积20.24平方公里，总人口292人，人口密度14.4人/平方公里。